# IPS-1
IPS-1(アイピーエスワン）とはミトコンドリア外膜上の膜蛋白質であり、細胞質内でウイルス由来のRNAを認識するRIG-IやMDA5分子からシグナルを受け取り、抗ウイルス作用を示すI型インターフェロンの産生を促す、ヒトの自然免疫系で働く分子。別称として、MAVS（マブス）, Cardif（カーディフ）,Visa（ビザ）がある。

## 蛋白質の機能
N末端にCARD様のドメイン、中央にプロリンリッチ領域、C末端に膜貫通領域をもち、ミトコンドリア外膜上に存在する分子。RIG-IやMDA5分子のCARD様ドメインと結合することで活性化する。活性化するとTRAF2,3,6分子を介して下流へとシグナルを伝える。I型インターフェロン産生にかかわるIRF-3の活性化にはTRAF3分子を、他のさまざまなサイトカイン産生にかかわるNF-κBの活性化にはTRAF2とTRAF6分子を必要とする。

## ウイルスとの関連
自然免疫系で働くRLR分子のシグナルを統合することから広範なRNAウイルスの感染に対して働く非常に重要な分子。マウスにも存在し、IPS-1のノックアウトマウスは、多くのRNAウイルス感染に対して感受性を示す。
また、C型肝炎ウイルスのNS3/4A蛋白質によって切断されることでその機能を失うことが報告されている。

## マウスのIPS-1
IPS-1遺伝子をノックアウトしたマウスは大阪大学の審良静男教授のグループによって作成され報告された。IPS-1ノックアウトマウスは広範囲なRNAウイルスに対し感受性を示すようになり、ウイルス感染時のサイトカイン産生が減少することが報告された。